# Praia Messias Alves
Praia Messias Alves est une localité côtière de Sao Tomé-et-Principe située au nord-est de l'île de Sao Tomé, en face de l'îlot Santana (Ilhéu de Santana), dans le district de Cantagalo.

## Climat
Praia Messias Alves est doté d'un climat tropical de type As selon la classification de Köppen, avec des pluies bien plus importantes en hiver qu'en été et une température moyenne annuelle de 25,3 °C.

## Population
Lors du recensement de 2012, 466 habitants y ont été dénombrés.

## Tourisme
Comme son nom le suggère (praia signifiant « plage » en portugais), c'est une destination prisée du tourisme balnéaire et de la plongée sous-marine dans l'archipel.